# Desa Suniarsih
Desa Suniarsih är en administrativ by i Indonesien.   Den ligger i provinsen Jawa Tengah, i den västra delen av landet, 280 km öster om huvudstaden Jakarta.